# スタディオ・ブリアンテオ
スタディオ・ブリアンテオ（Stadio Brianteo）は、イタリア・ロンバルディア州モンツァにあるサッカースタジアム。ACモンツァがホームスタジアムとしている。

## 概要
2020年に、イタリアのワークウェア会社であるU-Power社がネーミングライツ権を取得し、「U-POWER STADIUM」を名称として使用している。